# 陸軍委員会
陸軍委員会（りくぐんいいんかい、英語: Army Board）は、国防評議会を構成する委員会のひとつで、イギリス陸軍の最上級管理機関。1964年に陸軍評議会から改組された。

## 委員会の構成
陸軍委員会の構成委員は以下のとおりとなる。
陸軍委員会内の執行委員会（英語: Executive Committee of the Army Board、略称ECAB）は、陸軍参謀総長を委員長に、国防評議会と政府が要求する目的を達成するために必要な施策を検討する。
2015年に新設された最先任上級曹長は、下士官としては初めて陸軍委員会と執行委員会の委員となっている。
- 国防大臣
- 国軍担当大臣（英語版）
- 国防調達担当大臣（英語版）
- 国防次官兼退役軍人担当大臣
- 国防担当首席事務次官
- 国防担当次席事務次官
- 陸軍参謀総長
- 陸軍参謀次長（英語版）
- 陸軍参謀総長補佐（英語版）
- 野戦軍司令官
- 本部コマンド（英語版）司令官
- 陸軍需品総監（英語版）
- 最先任上級曹長（英語版）